# FK Mačva Šabac
Der FK Mačva Šabac (vollständiger offizieller Name auf Serbisch: Фудбалски клуб Мачва Шабац, Fudbalski klub Mačva Šabac), gewöhnlich Mačva Šabac, ist ein serbischer Fußballverein aus der Stadt Šabac. Zurzeit spielt der Verein in der Prva liga, der zweithöchsten Spielklasse im serbischen Fußball. Der Verein wurde 1919 gegründet.